# Louis Galambos
Louis Galambos (* 4. April 1931) ist ein US-amerikanischer Historiker, der zur Unternehmensgeschichte forschte.

## Leben
Louis Galambos studierte an der Indiana University und erhielt dort 1955 einen Bachelor of Arts in Geschichte. Anschließend setzte er sein Studium an der Yale University fort, wo er 1957 einen Master of Arts in Geschichte erhielt und 1960 zum Ph.D. promovierte. Ab 1960 lehrte er an der Rice University, von 1960 bis 1966 als Assistant Professor, von 1966 bis 1969 als Associate Professor sowie von 1969 bis 1970 als Professor. Von 1970 bis 1971 war er Professor an der Rutgers University. 1971 wechselte Galambos an die Johns Hopkins University, wo er seitdem als Professor für Geschichte lehrt. Des Weiteren ist er seit 1971 Herausgeber der The Papers of Dwight David Eisenhower.
Von 1975 bis 1978 war er zusammen mit Rondo Cameron Mitherausgeber der Fachzeitschrift The Journal of Economic History. Des Weiteren ist er Mitherausgeber verschiedener bei der Cambridge University Press erscheinender Buchreichen, wie etwa bei Cambridge Studies in the Emergence of Global Enterprise (zusammen mit Geoffrey G. Jones), bei Comparative Perspectives in Business History (zusammen mit Franco Amatori) und bei Studies in Economic History and Policy: The United States in the Twentieth Century series (zusammen mit Robert Gallman).
Galambos war von 1979 bis 1980 Vizepräsident sowie von 1986 bis 1987 Präsident der Economic History Association. Von 1991 bis 1992 war er Präsident der Business History Conference.
2007 erhielt er den Lifetime Achievement Award der Business History Conference.

## Veröffentlichungen (Auswahl)
- Competition and Cooperation: The Emergence of a Modern Trade Association (1966, The Johns Hopkins University Press)
- American Business History (1967, Service Center for Teachers of History)
- mit Barbara Barrow Spence: The Public Image of Big Business in America, 1880-1940: A Quantitative Study in Social Change (1975, The Johns Hopkins University Press)
- Americaat Middle Age: A New History of the United States in the Twentieth Century (1982, McGraw-Hill)
- mit Peter Temin: The Fall of the Bell System: A Study in Prices and Politics (1987, Cambridge University Press)
- mit Daun van Ee: The Diaries of Dwight David Eisenhower, 1953-1961 (1987, University Publications of America)
- mit Joseph Pratt: The Rise of the Corporate Commonwealth: U.S. Business and Public Policy in the Twentieth Century (1988, Basic Books)
- mit Jane Eliot Sewell: Networks of Innovation: Vaccine Development at Merck, Sharp & Dohme, and Mulford, 1895-1995 (1995, Cambridge University Press)
- mit Eric Abrahamson: Anytime, Anywhere: Entrepreneurship and the Creation of a Wireless World (2002, Cambridge University Press)
- mit P. Roy Vagelos: Medicine, Science and Merck (2004, Cambridge University Press)
- mit P. Roy Vagelos: The Moral Corporation (2006, Cambridge University Press)
- mit Jessica Ziparo: An Annotated Bibliography of Selected Publications, 1991-2010, on Dwight David Eisenhower (2011, The Eisenhower Institute)
- The Creative Society – and the Price Americans Paid for It (2012, Cambridge University Press)